# Akitsinnguaq Olsen
Akitsinnguaq Ina Olsen (* 1970) ist eine grönländische Politikerin.

## Leben
Akitsinnguaq Olsen ist die Tochter des Politikers Moses Olsen (1938–2008) und seiner Frau Elisa. Sie ist gelernte Übersetzerin und Dolmetscherin.
Sie kandidierte erstmals bei der Parlamentswahl 2002 für die Siumut, wurde aber nicht gewählt. Auch bei der Wahl 2005 konnte sie nicht genügend Stimmen erzielen. Bei der Parlamentswahl 2009 trat sie für die Inuit Ataqatigiit an und konnte erstmals ins Inatsisartut einziehen. Bereits wenige Monate nach der Wahl wechselte sie im Oktober 2009 wieder zurück zur Siumut. Sie kandidierte bei der Folketingswahl 2011, wurde aber nicht gewählt. Bei der Parlamentswahl 2013 trat sie nicht mehr zur Wiederwahl an. Erst bei der Wahl 2021 trat sie wieder an, erhielt aber nur 16 Stimmen. 2025 trat sie nicht mehr bei Wahlen an.